# ナイトQ
ナイトQ（ナイトキュー）は、いずれも朝日放送 (ABC) で放送されていた番組。
- 1980年代前半にABCラジオで平日21時台などに放送されていたラジオ番組『鏡宏一 ABCナイトQ』。
- 1990年代にABCテレビで放送されていた、番組宣伝を兼ねたクイズ番組。本項で詳述。

『ナイトQ』は、1988年10月24日から2000年3月31日まで朝日放送（ABCテレビ）で放送されていたクイズ番組である。放送時間は毎週月曜 - 金曜 23:20 - 23:27。

## 内容
月曜日から木曜日までは『ナイトinナイト』の前座枠で、金曜日には『合コン!合宿!解放区!』→『探偵!ナイトスクープ』の前座枠で放送されていたミニ番組で、これらの番組宣伝を兼ねて行われていた（前者は現在の放送枠のレーベル名ではなく帯番組、後者のうち『ナイトスクープ』は『ナイトinナイト』の扱いではなかった時代である）。各番組の出演者たちが出演してその日の放送内容・見所について語った後、それらをテーマにしたクイズを毎日1問ずつ出題。1週間で計5問を出題していた。全英オープンゴルフなどが放送される影響で直後の番組が放送休止になる場合でも、その前座として放送されていた。そうなった場合、たいていは「『探偵!ナイトスクープ』の局長（または美人秘書）は誰?」というクイズを出題していた。
視聴者ははがきを通じてこれに解答。5問のクイズ全てに正解した視聴者には、抽選で1名に賞金50万円を贈呈していた。また、年末年始に100万円を賭けたクイズを出題していた時期もある。応募方法を記したフリップには「クイズに関する質問には、一切お答えできません」と併記されていた。ちなみに、はがきは翌日土曜日の消印有効とされていた。
当選者の発表は、当初は翌週月曜日の放送で行っていた。当時『ナイトinナイト』月曜日・火曜日の司会を務めていた桂三枝（現・六代桂文枝）は月曜日のクイズ出題前に、はがきの入った透明の半円球のボウルの中から1枚を引いて当選者を読み上げ、はがきの裏面をカメラに向けて差し出していた（当然プライバシーにも配慮し、連絡先を手で隠していた）。だが、収録が2本撮りになった際には、週によっては三枝は「当選者はご覧の方です」とだけ伝え、後は当選者をテロップで伝えていた。『クイズ!紳助くん』が月曜日へ移動してからは、当選者の抽選・発表を火曜日に行っていた。
直後に『探偵!ナイトスクープ』が放送される金曜日の放送では客席のある会場（ABCホール）からの出題で、翌週は楽屋の打ち合わせ風景からの出題形式のローテンションが組まれていた。
1995年1月には、阪神・淡路大震災関連の報道との絡みで出題を中止していた。また、震災発生前日の1月16日に出題したクイズは、後に無効とされた。

## 沿革・スポンサー
かつてこの時間帯では、当日の阪神タイガースの試合結果を伝えるタチカワブラインド一社提供の『阪神情報』が放送されていたが、当時は阪神の低迷期だったことから、担当キャスターからは毎日「今日も負けました」「また今日も負けました…」とボヤキに近いコメントしか出なかった。そのため、後に抱き合わせで近鉄バファローズの試合結果も取り上げる『阪神・近鉄情報 チャレンジタイガース』へとリニューアルしたが、あえなく同タイトルでの放送も終了。プロ野球情報番組自体が無くなり、替わって本番組がスタートした。
当初は前身番組群と同様にタチカワブラインドの一社提供で放送されていたが、同社は後にこの時間帯の提供から撤退。その後は三菱グループの三菱電機と三菱自動車が隔日でスポンサーを務めていたが（提供アナウンス上では「ご覧のスポンサー」扱い）、この両社も後に撤退。晩年にはスポンサーもCMも無しの状態になった。
2000年4月からはこの時間帯で、朝日放送が全社を挙げて取り組む環境キャンペーンの関連ミニ番組『ガラスの地球を救え』が放送されることになったため、番組は同年春の改編で終了。クイズの出題は同年3月24日放送分をもって終了し、最後の一週間に当たる3月27日から31日までは火曜日に当選者の発表を行い、それ以外の日には直後に放送される番組の予告だけを行っていた。

## 放送終了後
本番組の終了後も、5人に30万円分の商品券が当たる『キュキュ・クイズ』というミニ番組が『報道ステーション』のCM枠で放送されている。同番組は、宛先を提示した直後に放送されるCMを見て、それに関連するキーワードを答える虫食い問題を出題している。
2003年ごろからは、毎年8月下旬から9月上旬にかけて期間限定の復活版『お宝ナイトウィーク』が放送されている。